# Pristimantis colostichos
Pristimantis colostichos é uma espécie de anuro  da família Craugastoridae.
É endémica de Venezuela.
Os seus habitats naturais são: campos rupestres subtropicais ou tropicais.
Está ameaçada por perda de habitat.